# Instituto Brasileiro de Estudos e Apoio Comunitário

O Instituto Brasileiro de Estudos e Apoio Comunitário Queiroz Filho (IBEAC)  é uma organização sem fins lucrativos. Foi fundada em 1981, por um grupo liderado por André Franco Montoro ex-governador. A IBEAC atua em parcerias com organizações locais,  seus objetivos atuam em duas frentes: Com Educação com o programa EJA – Educação de Jovens e Adultos e com Direitos humanos com o programa de formação em Direitos humanos.
 

## História
A IBEAC foi fundada em 1981 pelo ex-governador André Franco Montoro, em 1993 começou a trabalhar com a alfabetização com o programa EJA, para isso contou com o apoio financeiro da ASSOBESP – Associação dos Bancos do Estado de São Paulo, a IBEAC tinha o projeto com duração de 18 meses e com o objetivo inicial de alfabetização de 4 mil pessoas. 
O primeiro convênio EJA estipulado entre IBEAC e o MEC/FNDE foi firmado em 1995, com o objetivo de atender 12 mil educandos em 10 municípios de São Paulo capital, esse convênio teve fim 7 anos depois, em 2002 (ano do término da parceria) eles contavam com 20 mil educandos ativos nas classes de alfabetização.
Em 1997 a IBEAC estabeleceu uma parceria com a SEE - Secretaria de Estado da Educação, essa parceria pretendia atender 4 mil educandos na capital, em 2006 chegou a atender 10 mil educandos por conta de uma expansão para o interior de são Paulo (2003-2006), 
No ano de 2007 a IBEAC teve uma diminuição de classes alfabetizadoras e com isso o número de educandos diminui para 6 mil, número que se manteve em 2008 e 2009
Em 2010 a IBEAC adicionou a quinta série em seu programa, além de inserir seus educandos ao mercado de trabalho, para isso tiveram que diminuir em 6% seu número de classes de 338 para 318, essa diminuição foi necessária para aumentar em 24% a ajuda destinada para os educadores e em 15% para os coordenadores, com isso houve uma diminuição das desistências de educadores e coordenadores que prejudicava os educandos e a qualidade de ensino.  

## Prêmios
A IBEAC recebeu através de seu programa EJA o “Prêmio NOMA de alfabetização” pela Unesco em 2001 pelo Júri Internacional de Prêmios de Alfabetização. 

## Atuação
A IBEAC atua no Sudeste na área de economia solidária, principalmente no âmbito estadual mas também no âmbito municipal, regional, nacional e internacional.

## Público Alvo
Todos os programas da IBEAC são destinados a crianças e adolescentes, trabalhadores rurais e seus sindicatos, mulheres, moradores de áreas de ocupação e terceira idade.

## Ligações Externas
- IBEAC
- IBEAC 3.0